# Холлидей, Роб
Роб Холлидей (англ. Rob Holliday) — профессиональный музыкант. Был гитаристом на концертных выступлениях индустриальной метал-группы Marilyn Manson и групп Gary Numan,
The Prodigy и Sulpher. Он участвовал в 2007 как живой басист Marilyn Manson, но стал электрогитаристом в январе 2008 из-за возвращения прежнего басиста Твигги Рамиреса. В данный момент снова играет в The Prodigy в качестве гитариста и бас-гитариста на живых выступлениях группы. До этого играл в группе с 2005 по 2007 год.

## Музыкальная карьера
Основным коллективом Роба является группа Sulpher, которая в настоящее время записывает второй альбом. 16 мая 2005 года он присоединяется к The Prodigy в качестве гитариста. С 2007 года выступает живым гитаристом в Marilyn Manson (Он не принимал никакого участия в записи альбомов Marilyn Manson). 

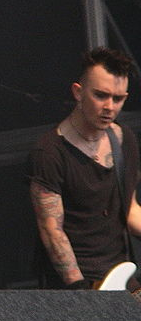
Роб Холидей в составе Gary Numan
сентябрь 2008

Мэрилин Мэнсон хотел сотрудничать с Робом на постоянной основе, но Робу пришлось вернуться в The Prodigy из-за контракта. На его место в Marilyn Manson взяли Энди Герольда.

## Дискография
| Год          | Альбом                         |
| ------------ | ------------------------------ |
| С Sulpher    |                                |
| 2003         | Spray                          |
| С Gary Numan |                                |
| 2003         | Scarred                        |
| 2003         | Hybrid                         |
| 2004         | Live at Shepherd's Bush Empire |
| 2006         | Jagged                         |

## Участник
| Год                 | Группа         | Роль                             |
| ------------------- | -------------- | -------------------------------- |
| 1996 — 1997         | Low Art Thrill | Гитарист                         |
| 1999 — Наше время   | Sulpher        | Гитарист, Певец, Писатель        |
| 2001 — 2004         | The Mission    | Гитарист                         |
| 2002                | Curve          | Бас-гитарист                     |
| 2000 — 2006         | Gary Numan     | гитарист, бас-гитарист, продюсер |
| 2003 — 2017, с 2022 | The Prodigy    | Гитарист                         |
| 2003                | Flint          | Бас-гитарист                     |
| 2007 — 2008         | Marilyn Manson | Гитарист, Бас-гитарист           |